# Niederegger

Niederegger-Markenzeichen (Entwurf: Alfred Mahlau)

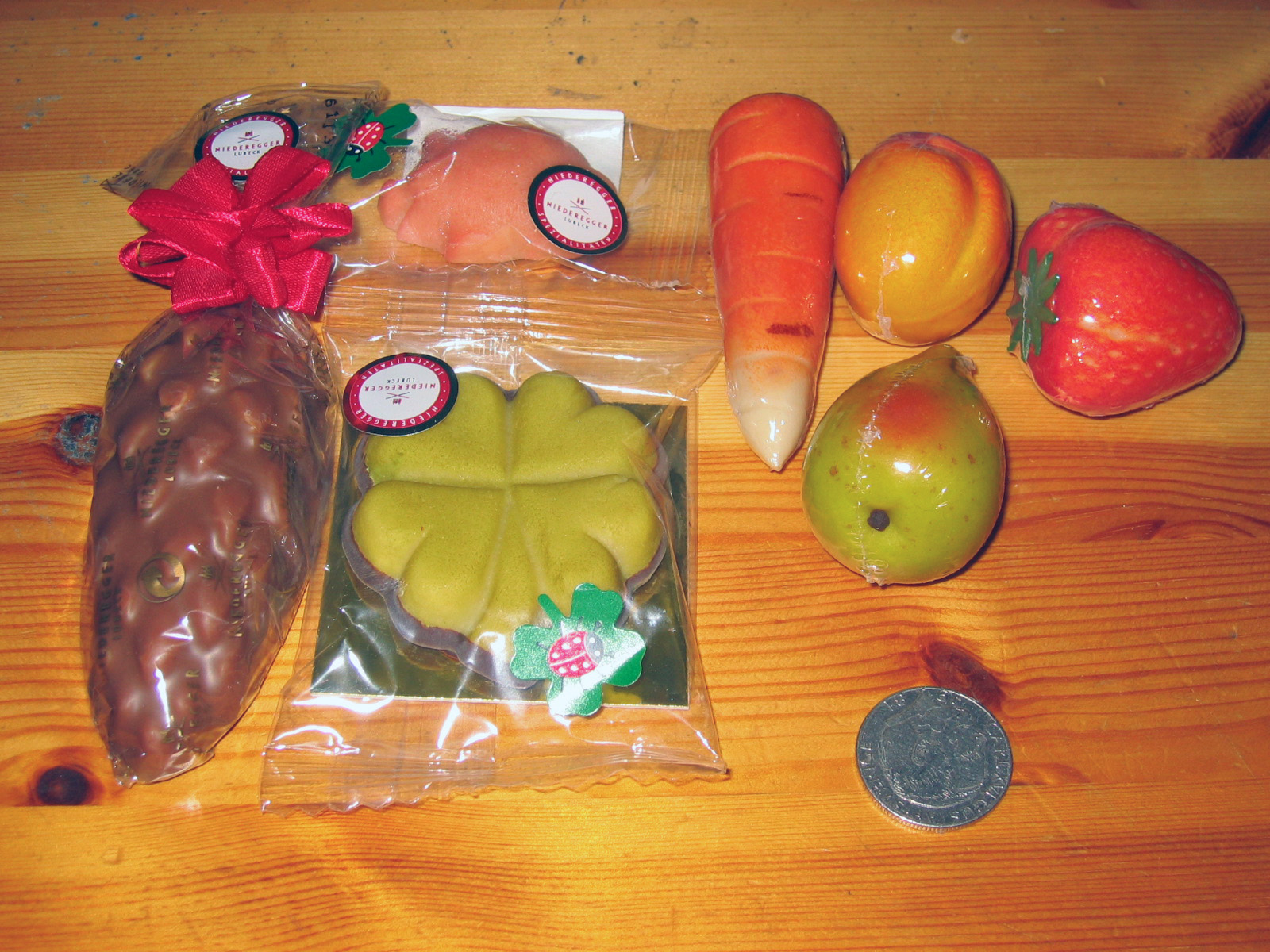
Marzipan-Produkte von Niederegger

Die J. G. Niederegger GmbH & Co. KG ist einer der bekanntesten Hersteller von Lübecker Marzipan und anderer Konditoreiprodukte.

## Produkte

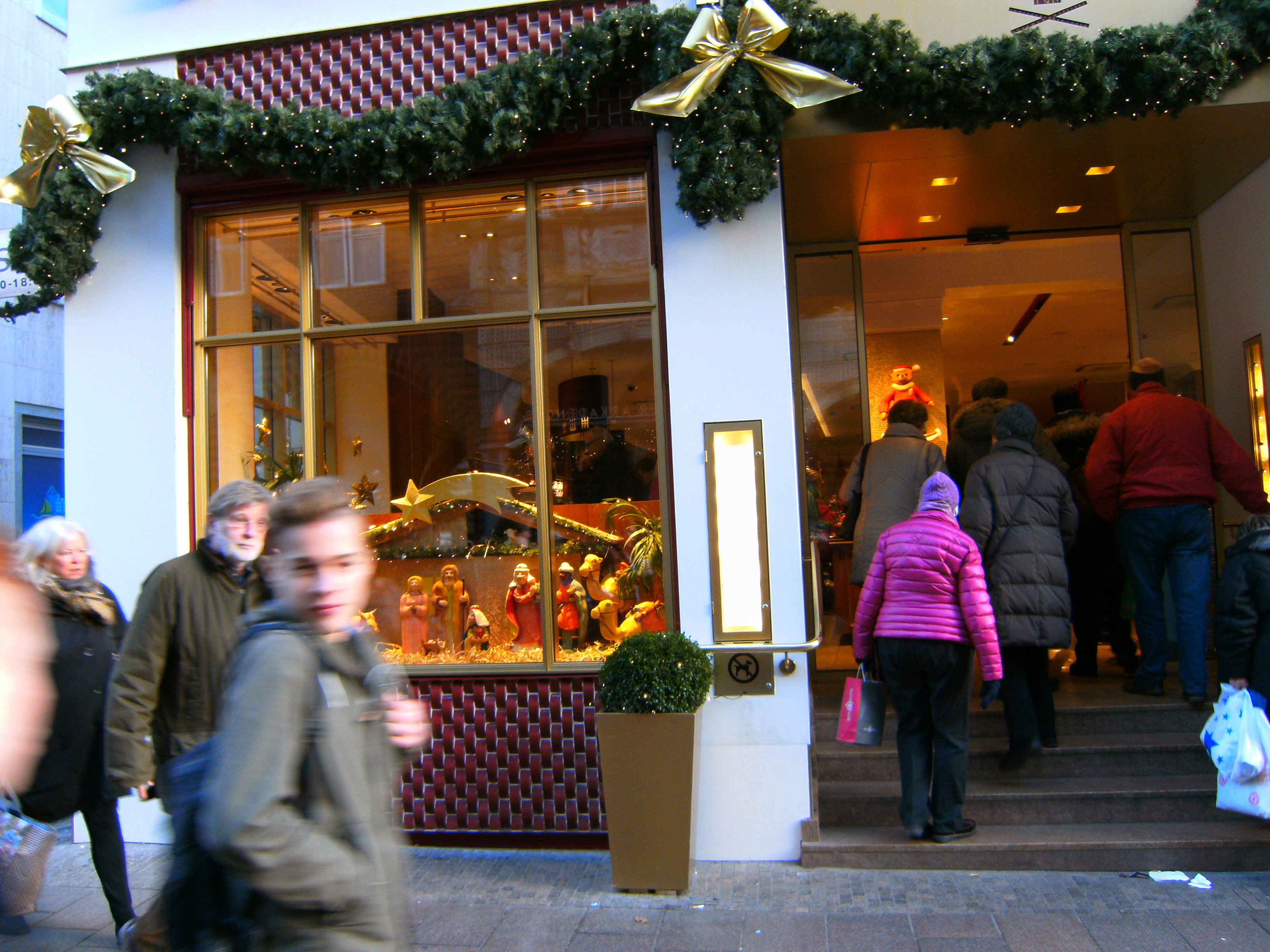
Café Niederegger im Advent

Nach Firmenangaben werden täglich bis zu 30.000 kg Marzipan hergestellt.  Die Produktpalette umfasst 300 Spezialitäten wie Marzipan und Nougat sowie Pralinen, Trüffel, Baumkuchen, Stollen und Gebäck. Außerdem werden Sonderfertigungen nach Wunsch ausgeführt. Die Produkte werden in weltweit mehr als 40 Länder versandt. Bedeutende Auslandsmärkte sind Großbritannien, Skandinavien, Russland, die USA und Kanada. Mehr als die Hälfte des Umsatzes wird im Weihnachtsgeschäft erzielt.

## Herstellung der Rohmasse
In einem ersten Verarbeitungsschritt werden die Mandeln, die den Großteil der Marzipan-Rohmasse bilden, maschinell durch Abbrühen mit heißem Wasser und Gegeneinanderreiben von der Mandelhaut befreit. Durch manuelles Abzupfen und durch Waschen in der Waschtrommel werden dann letzte Teile der Mandelhaut entfernt.
In einem weiteren Verarbeitungsschritt werden Mandeln und Zucker im Verhältnis zwei Drittel zu einem Drittel zusammengebracht und von Granitwalzen gemahlen. Danach erfolgt das Karamellisieren auf offener Gasflamme in kleinen Mengen in Röstkesseln. Weitere Zutaten können zur Rohmasse hinzugefügt werden. Trockeneis kühlt die Masse auf Lagertemperatur herab.
Die Rohmasse des Marzipans wird dann in 15 Kilogramm schwere Blöcke portioniert und eine Woche bis zu einem Monat im Kühlraum gelagert. Danach werden in der Anwirkerei Flüssigkeiten zur Geschmacksbildung in die Rohmasse eingearbeitet.

## Café Niederegger

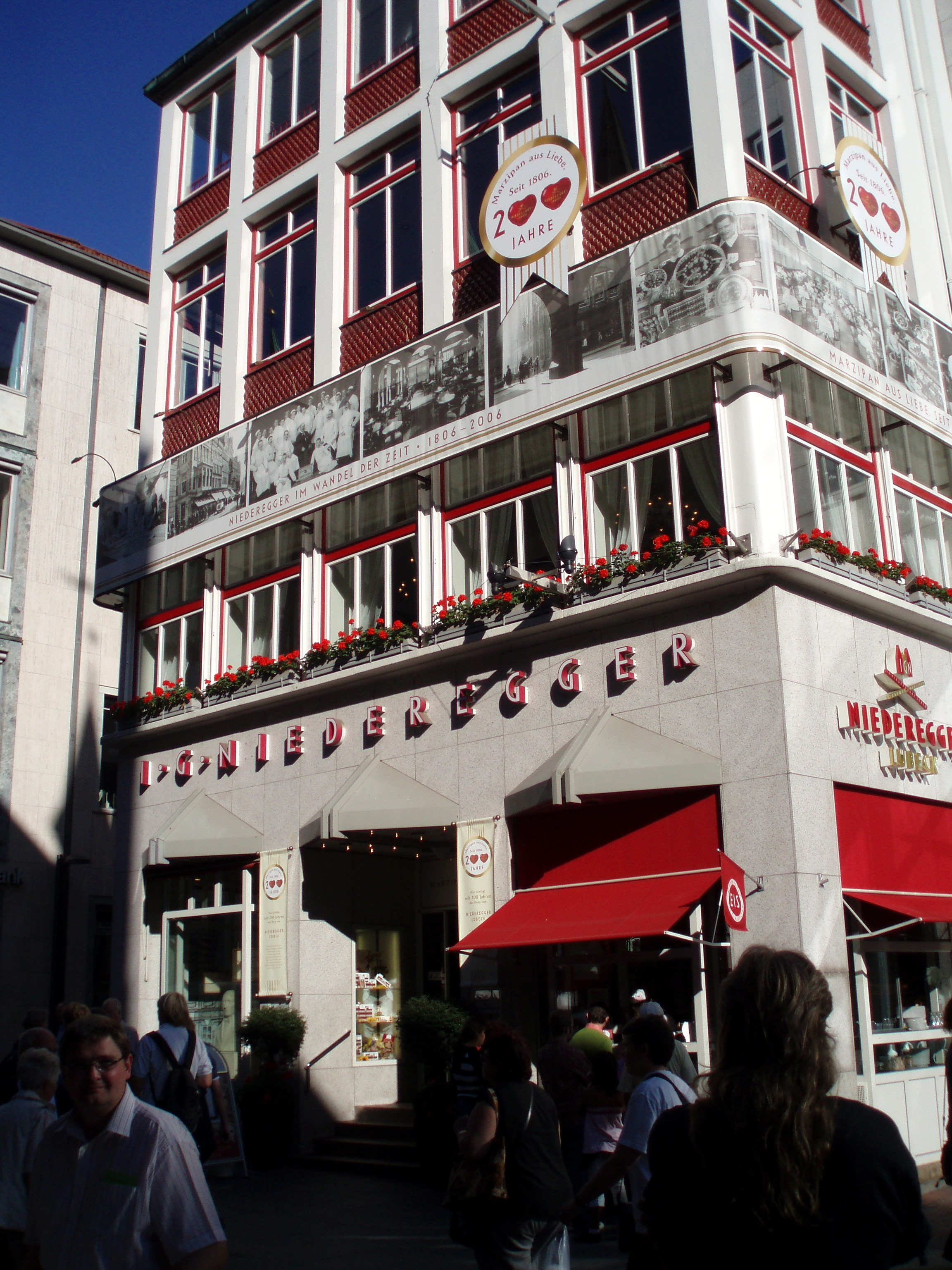
Niederegger-Café in Lübeck

Es gibt vier Niederegger-Cafés in Lübeck: das Café im ersten Stockwerk des Stammhauses Breite Straße gegenüber der Rathaustreppe, das Arkadencafé an der Rathaustreppe, das Café im LUV-Shoppingcenter und das Café in Lübeck-Travemünde in der Vorderreihe an  der Trave. Es werden 21 Torten angeboten, darunter die Niederegger-Nusstorte, aber auch kleine Mittagsgerichte.

## Geschichte

Der Konditor Johann Georg Niederegger (1777–1856)

### Anfänge
Johann Georg Niederegger wurde 1777 in Ulm geboren. In Langenau absolvierte er eine Konditorlehre. Danach zog er 1800 nach Lübeck und arbeitete in der Konditorei Maret am Markt die 1786 von dem Heidelberger Zuckerbäcker Johann Gerhard Maret gegründet worden war. Nach dem Tod des Besitzers übertrug dessen Witwe Niederegger das Geschäft (Mareesche Konditorei), der somit am 1. März 1806 sein eigenes Unternehmen gründen konnte. Kurz danach richtete Napoléon die Kontinentalsperre ein (Handelsembargo), so dass Niederegger die Rohstoffe Mandeln aus Sizilien und Zucker ausgingen. Zwischen 1811 und 1812 kam die Produktion gänzlich zum Erliegen. Zwischen 1812 und 1814 konnte der Nachschub durch Schmuggel via Helgoland gesichert werden.

### Café Breite Straße

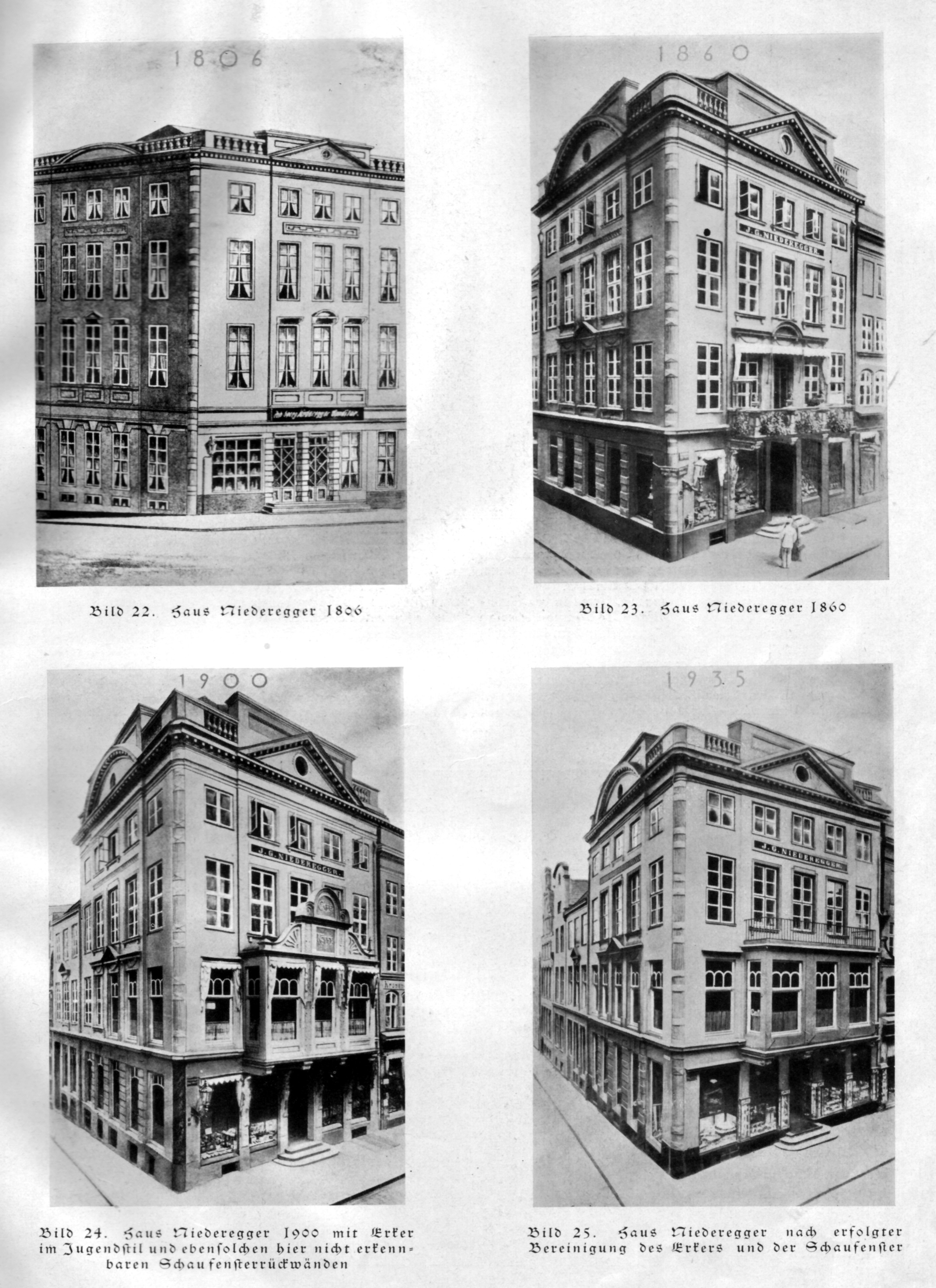
Das 1942 zerstörte Haus Niederegger in der Breiten Straße zwischen 1805 und 1935

Das Gebäude der Firma Niederegger, 1906 geschmückt anlässlich des hundertjährigen Jubiläums

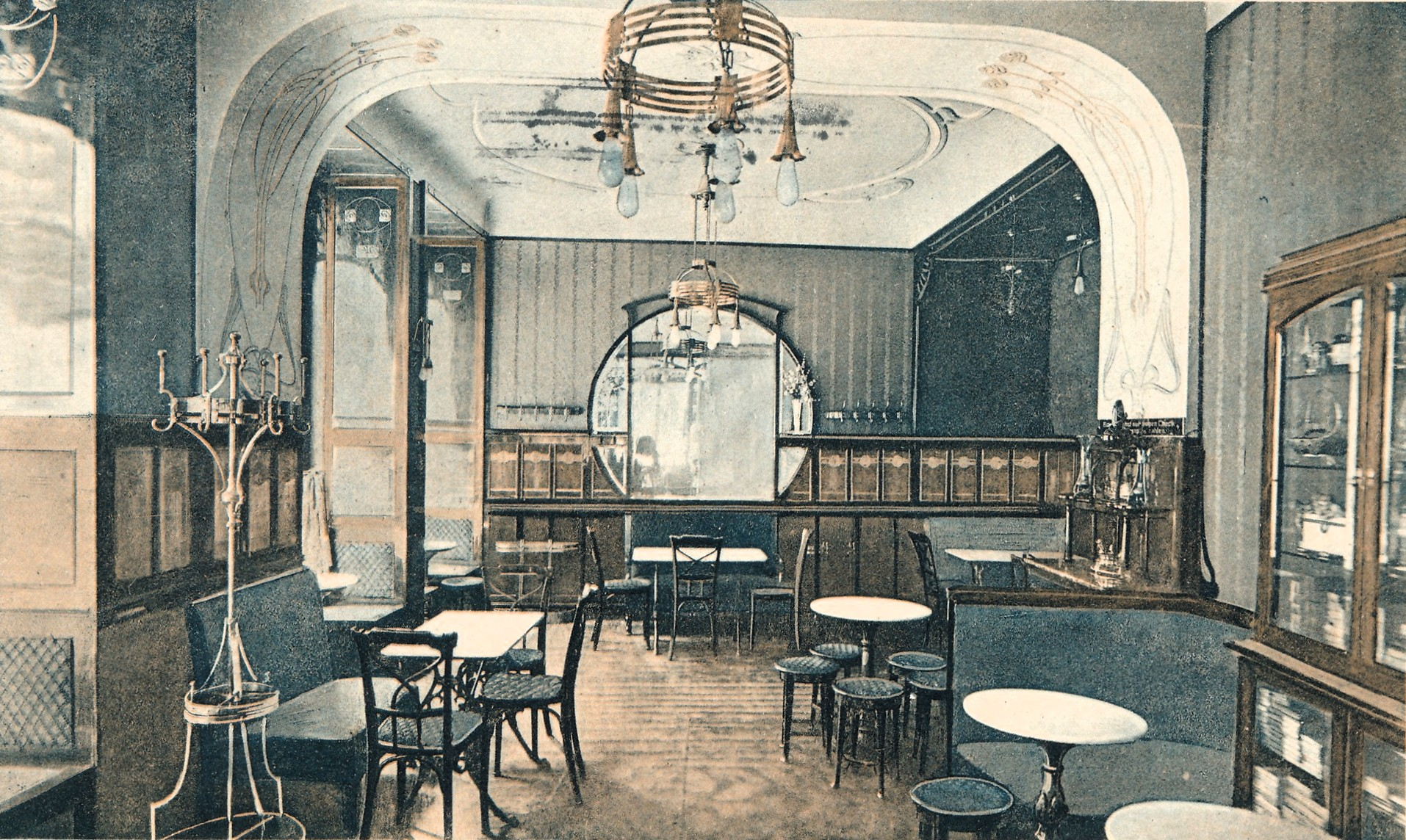
Blick in die Hofkonditorei um 1920

Etwa ab 1814 ging es wieder aufwärts. Niederegger bezog 1822 ein eigenes Geschäftshaus an der Ecke Hüxstraße/Breite Straße. Dieses Haus bot genügend Platz, um später ein Café und eine Marzipanfabrik zu integrieren. 1832 wurde Niederegger Federführer der Lübecker Konditorenvereinigung. Er starb 1856 und hinterließ seinem Schwiegersohn Karl Georg Barth ein erfolgreiches Unternehmen. Dieser führte die maschinelle Marzipanproduktion ein, um den Absatz noch weiter zu steigern.
Wilhelm Köpff, der das bis heute als solches bestehende Familienunternehmen von 1864 bis 1895 führte, integrierte ein Café sowie eine Leseecke in die Konditorei. Zuvor hatte er das Nebengebäude in der Hüxstraße gekauft, um noch mehr Raum zu schaffen. Im Erdgeschoss befand sich damals ein Damenbereich.

### Marzipanfabrik
Zur 700-Jahr-Feier der Reichsfreiheit Lübecks im Jahr 1926 stellte Niederegger die Jubelkugeln her. 1930 wurde in der Ziethenstraße eine Fabrik zur Marzipanherstellung erbaut, die 1958 durch eine weitere Fabrik in derselben Straße ergänzt wurde. Das Gebäude wurde Ende März 1942 beim Luftangriff auf Lübeck zerstört. Carl Arthur Strait begann 1945 mit dem Wiederaufbau, und drei Jahre später konnte Niederegger seine Neueröffnung feiern.

### Wiederaufbau und Neubau
Die Brüder Jürgen und Henning Strait bauten das im Krieg zerstörte Café in der Breiten Straße wieder auf. Im Jahr 1962 wurde die alte Fabrik durch einen Neubau in der Zeißstraße ersetzt, der eine höhere Produktion ermöglichen sollte. Das Unternehmen beschäftigt heute über 700 Mitarbeiter. 2023 begann am Stammsitz des Unternehmens in Lübeck der Bau eines zweistöckigen Kommissionierungslagers, eines automatisierten Kleinteilelagers sowie zusätzlicher Geschossfläche in einem Gebäude, das direkt an den bereits bestehenden Bauten lag, nachdem der Sitz bereits einige Jahre zuvor um eine 3000 Quadratmeter große Produktionshalle erweitert worden war.

### Marzipanmuseum

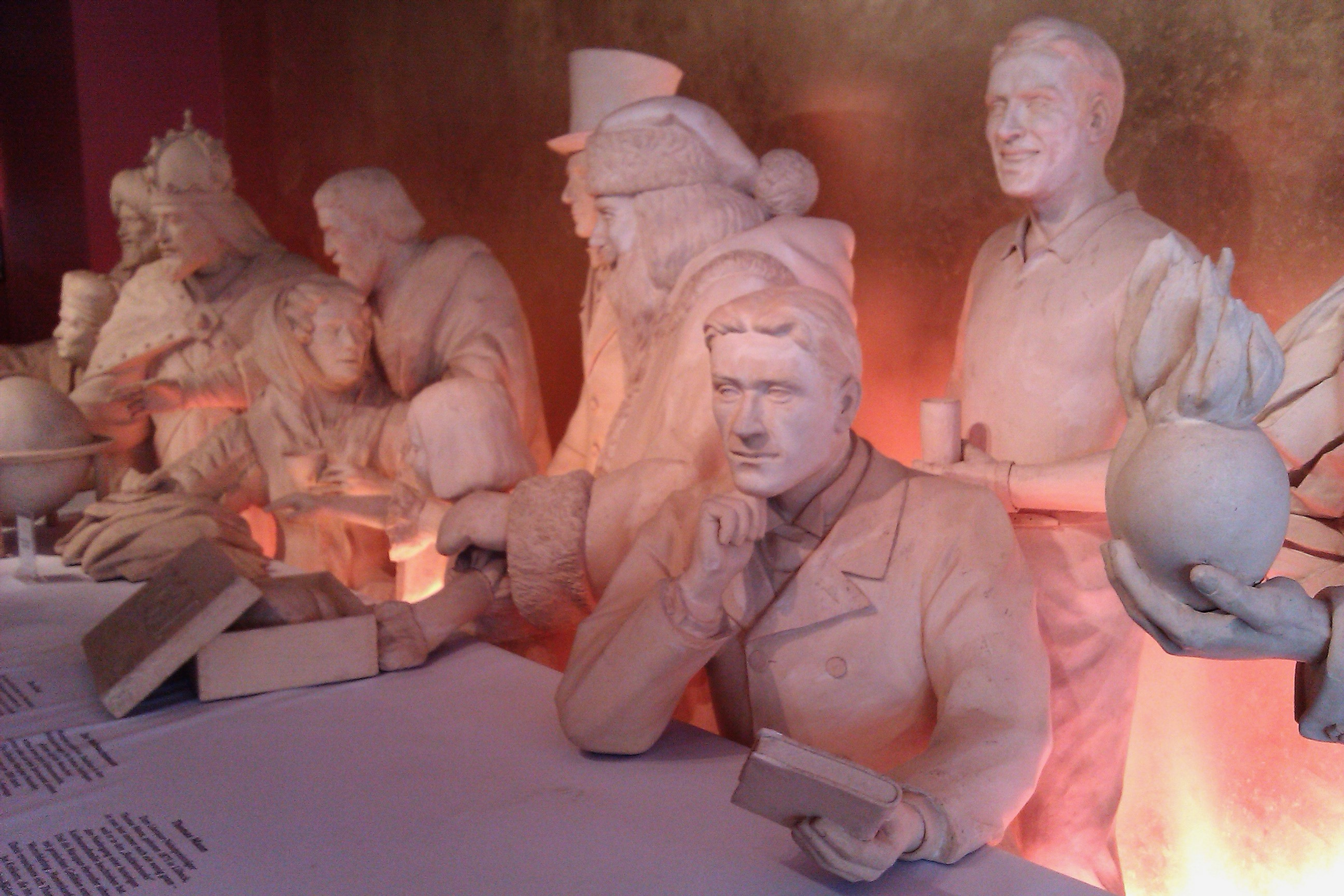
Niederegger Marzipanmuseum

Im zweiten Obergeschoss des Cafés in der Breiten Straße befindet sich seit 1999 ein Marzipanmuseum mit historischen Holzformen für die Herstellung von reliefartigen Marzipanblöcken und einer Gruppe historischer Figuren in Menschengröße aus Marzipan. Am 1. März 2006 feierte die Fa. Niederegger ihr 200-jähriges Bestehen. Die Cafés und Verkaufsräume sind ein Anziehungspunkt für Touristen.

### Unternehmen
Niederegger ist ein Familienunternehmen in der achten Generation.

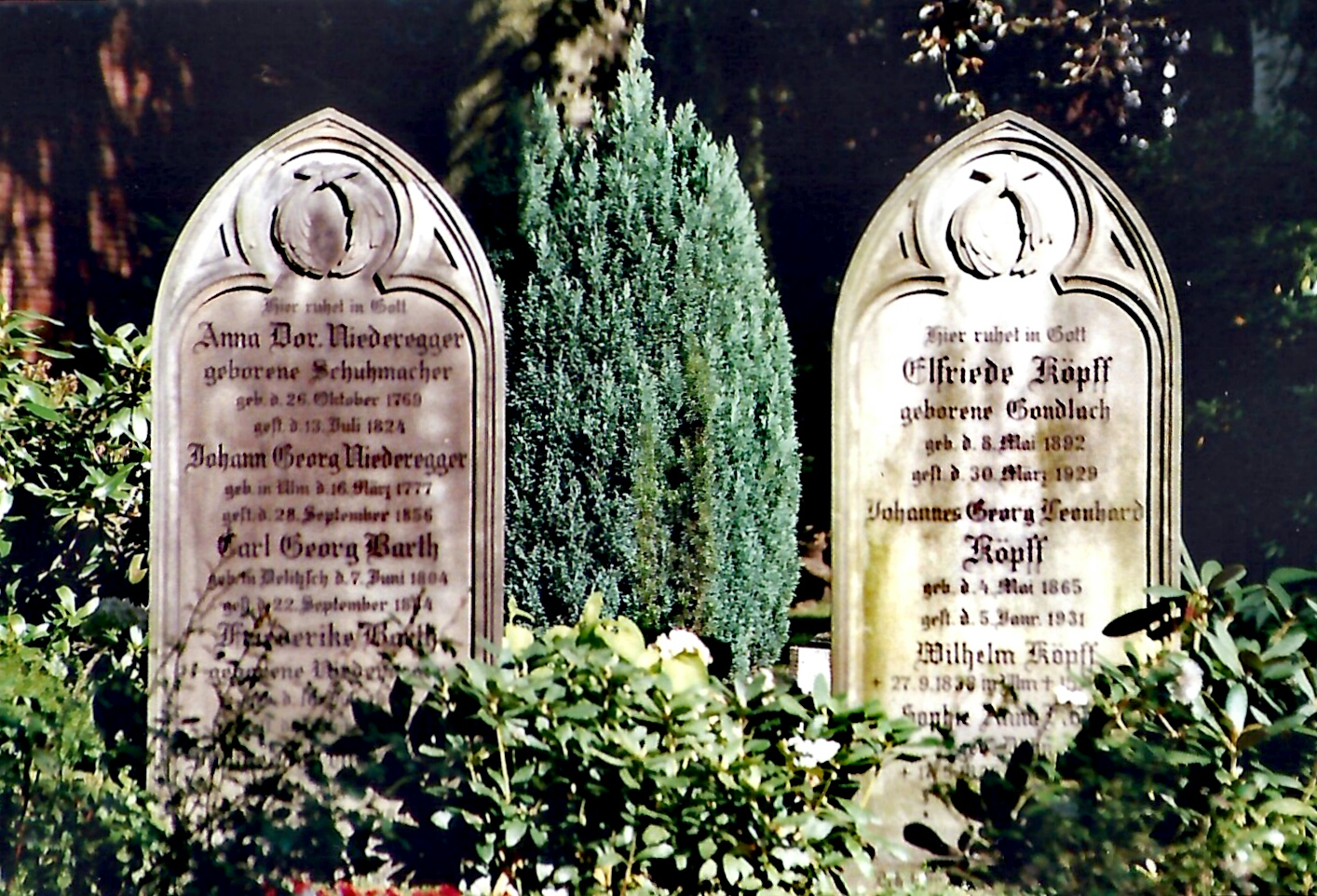
Familiengrab

1. Johann Georg Niederegger (1777–1856)
2. Karl Georg Barth (1804–1884)
3. Wilhelm Köpff (1838–1895)
4. Johann Georg Leonard Köpff (1865–1931)
5. Carl Arthur Strait (1884–1960)
6. Jürgen Strait (1921–1963) und Henning Strait (1926–2009)
7. Holger Strait (* 1949)
8. Anna-Theresa Mehrens-Strait, Elise-Antonie Strait[16]

Das bis heute gültige Markenzeichen in den Lübecker und Hanse-Farben Weiß über Rot, kombiniert mit Gold, mit den Buchstaben J G N im stilisierten Holstentor wurde 1927 vom Graphiker und Künstler Alfred Mahlau entworfen. Die Firma nutzt bis heute auch eine von Mahlau gestaltete Schriftart, eine Versalschrift aus den Majuskeln der Antiqua, und die Verpackung mit weiteren Lübeck-Symbolen. Der Grafiker entwarf die Schrift, die heute als „Mahlau“ vertrieben wird, aber nicht ausschließlich für die Firma Niederegger.

## Auszeichnungen
- 1873 wurde das Marzipan von Niederegger auf der Wiener Weltausstellung prämiert.[18]
- 1908 ernannte Kaiser Wilhelm II das Unternehmen zum Hoflieferanten.[19]

## Dokumentarfilm
- Niederegger – Ein Leben für Marzipan. Fernseh-Dokumentation, Deutschland, 2010, 45 Min., Buch und Regie: Dagmar Wittmers, Produktion: NDR, Reihe: Norddeutsche Dynastien, Erstausstrahlung: 16. Dezember 2010, Filminformationen vom WDR.